# Marienkirche (Watzendorf)

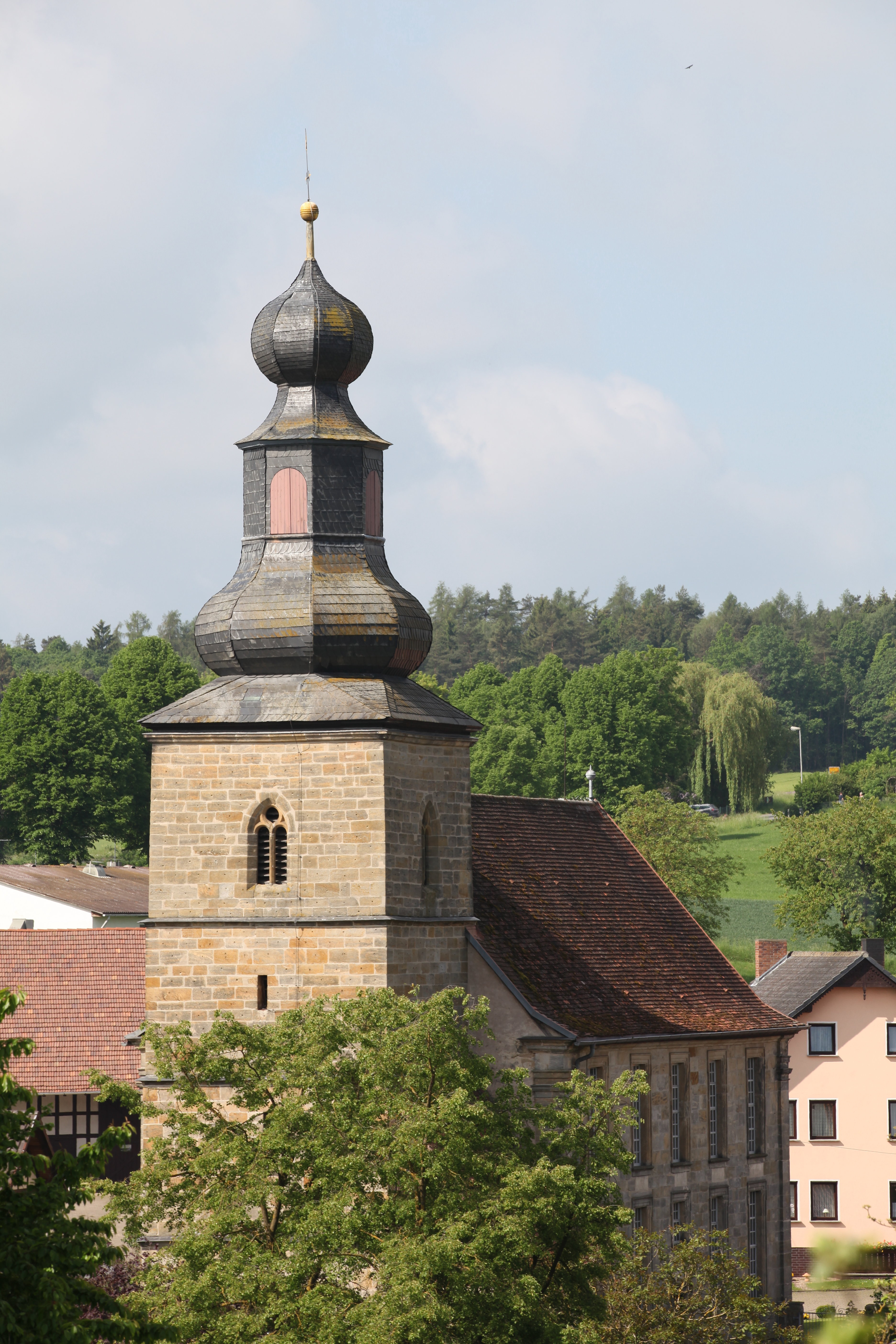
Pfarrkirche Watzendorf

Die evangelisch-lutherische Marienkirche im oberfränkischen Watzendorf, einem Gemeindeteil von Großheirath im Landkreis Coburg, stammt aus dem Jahr 1733. In der Kirche steht die einzige erhaltene Orgel des Seßlacher Orgelbauers Johann Conrad Schöpf (1692–1752), die zu den herausragendsten Barockorgeln Oberfrankens gezählt wird.

## Geschichte

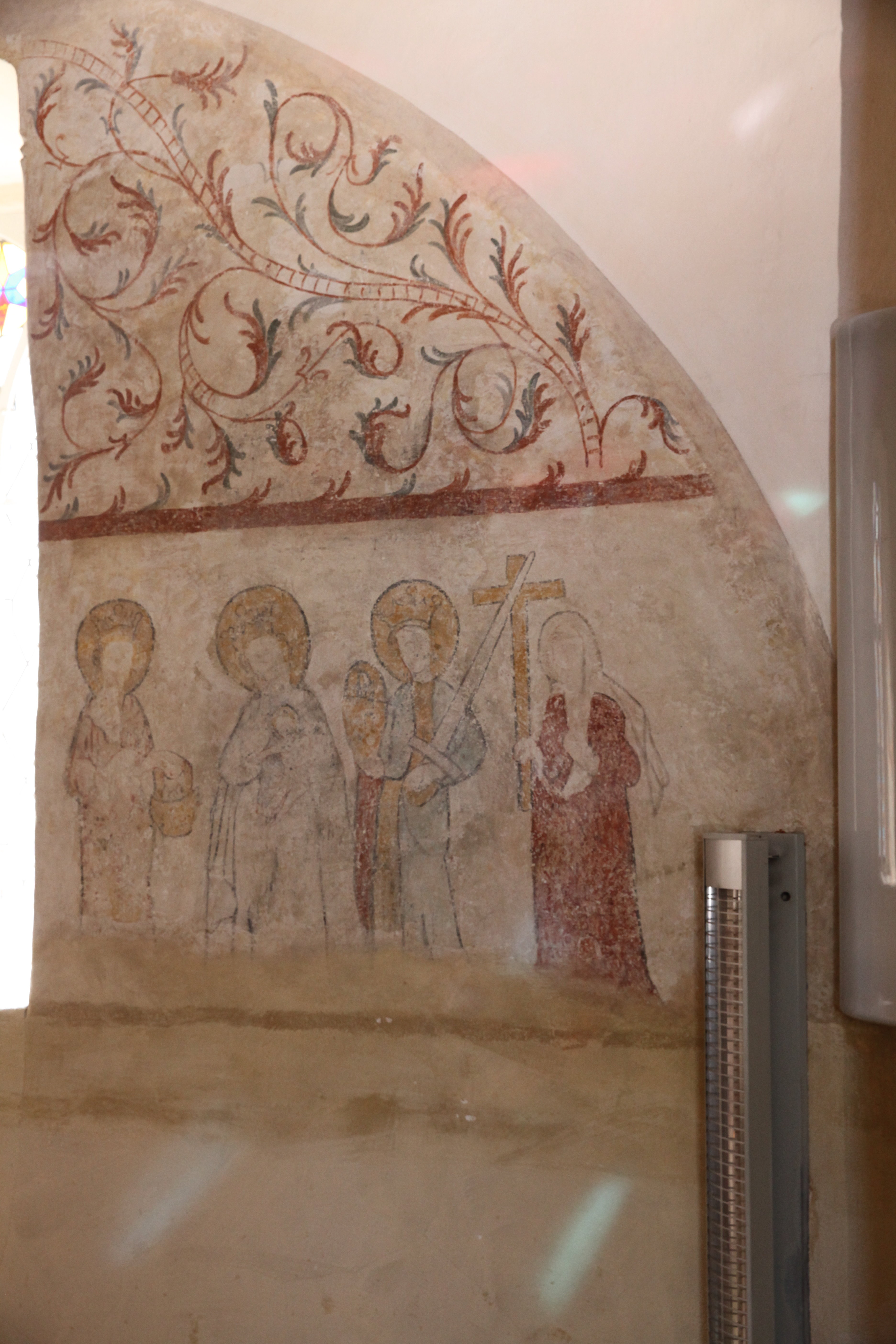
Fresko an der Südwand im Chorraum

Ein Gotteshaus, der Jungfrau Maria geweiht, stand wohl schon im 14. Jahrhundert in Watzendorf, im Jahr 1405 wurde es erstmals in einer verlorengegangenen Urkunde erwähnt und für 1435 ist es urkundlich belegt. Der älteste Teil ist das Sockelgeschoss des Kirchturms, das zumindest in die zweite Hälfte des 14. Jahrhunderts zurückgeht und Fresken aus dem 15. Jahrhundert im Chorraum hat. 1452 erhob der Würzburger Bischof Gottfried IV. Schenk von Limpurg Watzendorf zur selbständigen Gemeinde. Zuvor gehörte die Gemeinde zur sieben Kilometer entfernten Urpfarrei Altenbanz.
Anlässlich der ersten protestantisch kursächsischen Kirchenvisitation 1528/29 wurde der damalige Pfarrer Johann Horolt als erster evangelischer Geistlicher bestellt. Vermutlich wurde die Kirche im Dreißigjährigen Krieg zerstört. Baumängel und eine wachsende Einwohnerzahl veranlasste die Kirchengemeinde im Jahr 1728 den Coburger Hofmaurermeister Johann Georg Brückner mit dem Neubau des Kirchenschiffes für 1200 Gulden und 24 Spezies-Taler zu beauftragen. Nach dem Abbruch folgte im Mai 1729 die Grundsteinlegung und Anfang 1730 war das Dach gedeckt. Am 2. Juli 1733 war die Einweihung der neuen Kirche. Private Stiftungen ermöglichten das Aufstellen einer neuen Orgel und 1743 die Gestaltung der Flachdecke. 1803/04 erhielt der Kirchturm mit einer neuen Haube seine heutige Gestalt. Renovierungen wurden unter anderem 1857, 1957/58 am Kirchenschiff und 1965 am Kirchturm durchgeführt.

## Baubeschreibung

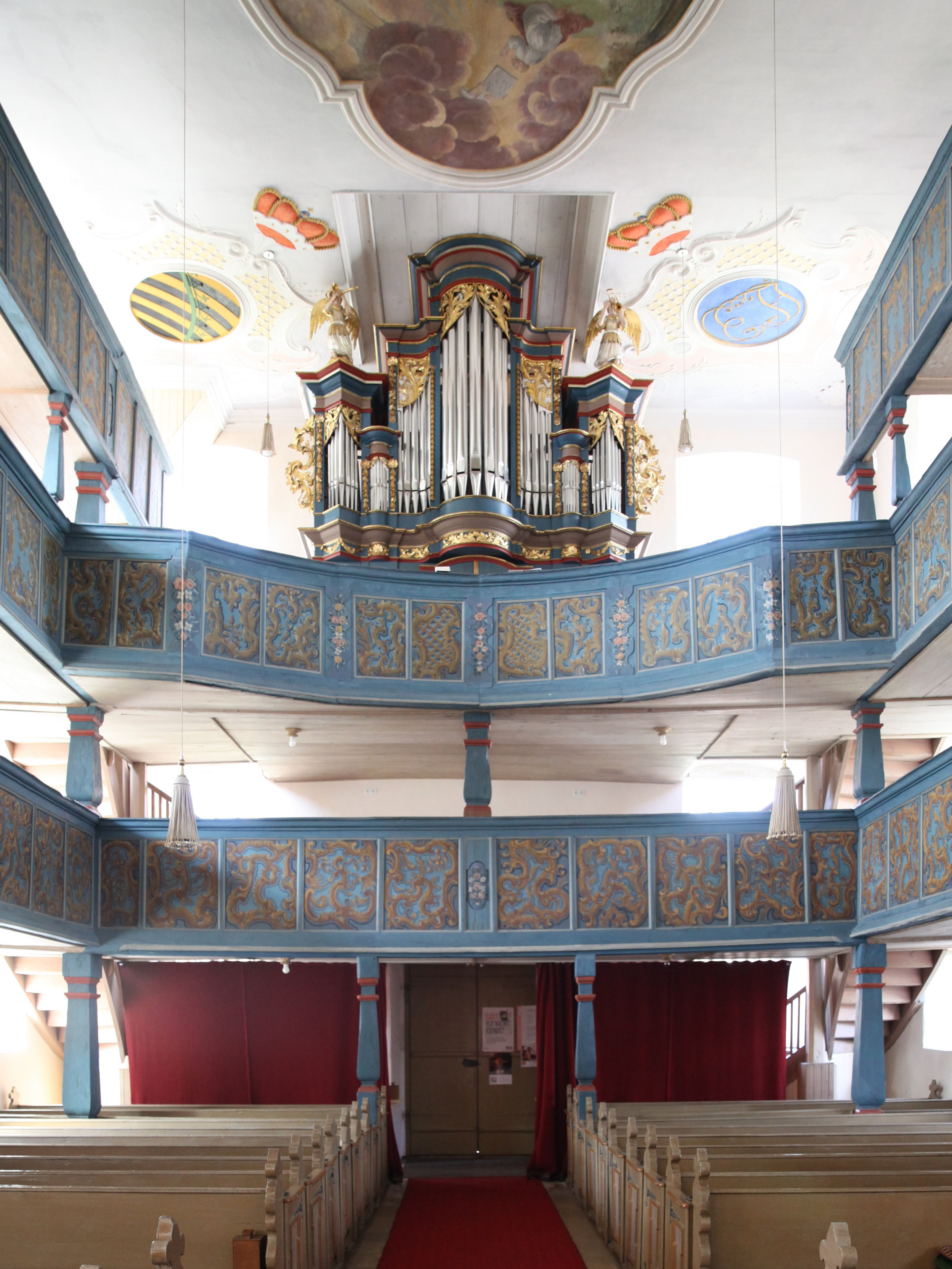
Innenraum

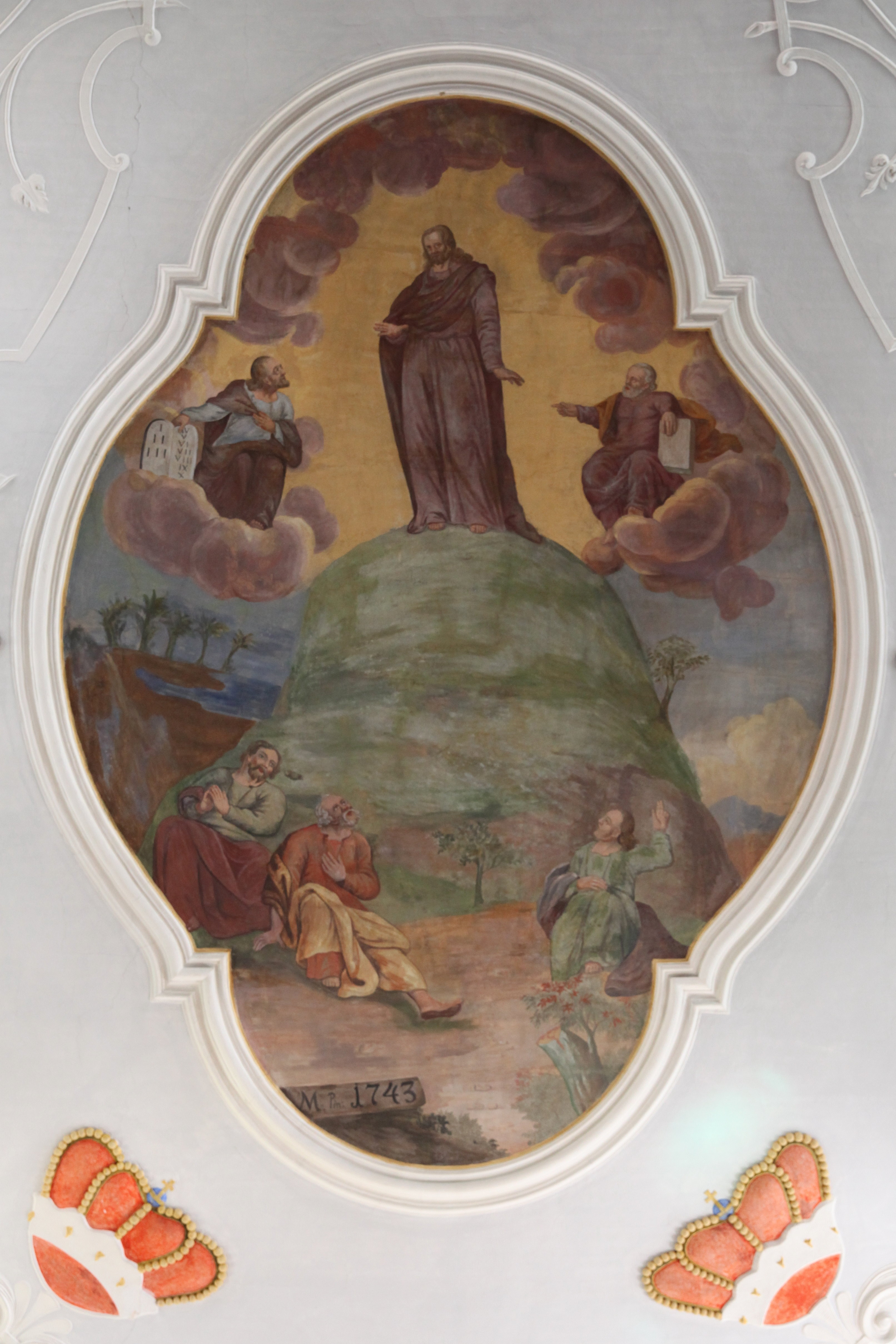
Deckengemälde Verklärung Jesu

Die Chorturmkirche, die dem Markgrafenstil ähnelt, steht das Ortsbild prägend im Zentrum des Dorfes und wird von einer Kirchmauer umgeben.
Der dreigeschossige Kirchturm ist durch Gesimse gegliedert und hat unten Lichtspalten sowie im obersten Geschoss spitzbogige Fenster. Er trägt einen verschieferten, achteckigen geschweiften Helm mit Laterne und kleiner Zwiebel. Der 3,9 Meter lang und breite Chorraum im Turm wird von einem rippenlosen Kreuzgewölbe überspannt und hat an der Süd- und Ostseite jeweils ein rechteckiges Fenster sowie an der Nordseite eine Tür zur Sakristei. Die Wände sind mit spätgotischen Fresken ausgemalt, die 1956/58 freigelegt wurden. An der Südwand sind unter anderem Maria mit dem Jesuskind im Arm und die heiligen Frauen Elisabeth, Katharina und Helena dargestellt. An der Ostwand sind die Heiligen Andreas an dem Andreaskreuz und Thomas an der Lanze zu erkennen. Halbkreisförmige Wandfelder (Lünetten) mit feinem, farbigem Rankenwerk befinden sich oberhalb der figürlichen Darstellungen.
Ein hoher, runder Triumphbogen verbindet den Chorraum mit dem 19,7 Meter langen und 10,7 Meter breiten Langhaus. Dieses wird von einer Flachdecke überspannt und hat an den Längsseiten eine dreigeschossige sowie an der Querseite eine zweigeschossige Empore. Die Brüstungen sind mit Rokokoschnörkeln bemalt. Die Putzdecke ist in den Ecken abwechselnd mit sächsischen Rautenkranzwappen und den ineinander verschlungenen Initialen der Herzöge von Sachsen-Coburg-Saalfeld Christian Ernst und Franz Josias, jeweils unter der Herzogskrone, verziert. In Deckenmitte befinden sich zwei ovale Felder mit Gemälden, die Moses auf dem Berg Sinai und die Verklärung Jesu auf dem Berg (Tabor) darstellen.
Die Fassade hat in der Süd- und Nordseite jeweils fünf Achsen mit zwei Fensterreihen übereinander. In der Südseite trennt ein Gesims die Fensterreihen. In der Fassadenmitte sind unten Eingangstüren vorhanden. Die rechteckigen Fenster sind mit Ohren und Profilierungen verziert. Der große rechteckige Haupteingang befindet sich mittig in der dreiachsigen Westseite. Er ist mit Kehlen und Rundstäben profiliert sowie von dorischen Pilastern eingefasst, auf deren Gebälk ein gebrochener Rundbogengiebel mit dem Rautenkranzwappen unter der Krone angeordnet ist. Das obere, mittige Fenster im Westgiebel ist wegen der dahinter stehenden Orgel zugemauert. Pilaster zieren die Gebäudeecken. Ein einfaches Satteldach bildet den oberen Abschluss.

## Ausstattung
Die Kanzel am südlichen Triumphbogenpfeiler stammt aus dem Jahr 1731. Sie ruht auf einer Figur Johannes des Täufers, der in der rechten Hand ein Kreuz und in der linken eine hölzerne Taufschale, auf die eine halbovale zinnerne Taufschale mit einem Engelsgesicht aufgelegt werden kann. Der Kanzelträger ist vermutlich ein Werk des Coburger Bildhauers Georg Kaufmann. Der Kanzelaufgang ist mit einer Tür abgeschlossen.
In der Seßlacher Stadtpfarrkirche St. Johannes der Täufer steht eine spätgotische Holzfigur der Muttergottes, die als Watzendorfer Madonna bezeichnet wird. Möglich ist es, dass diese einst in der Watzendorfer Marienkirche stand. Belege dafür gibt es nicht.

## Orgel

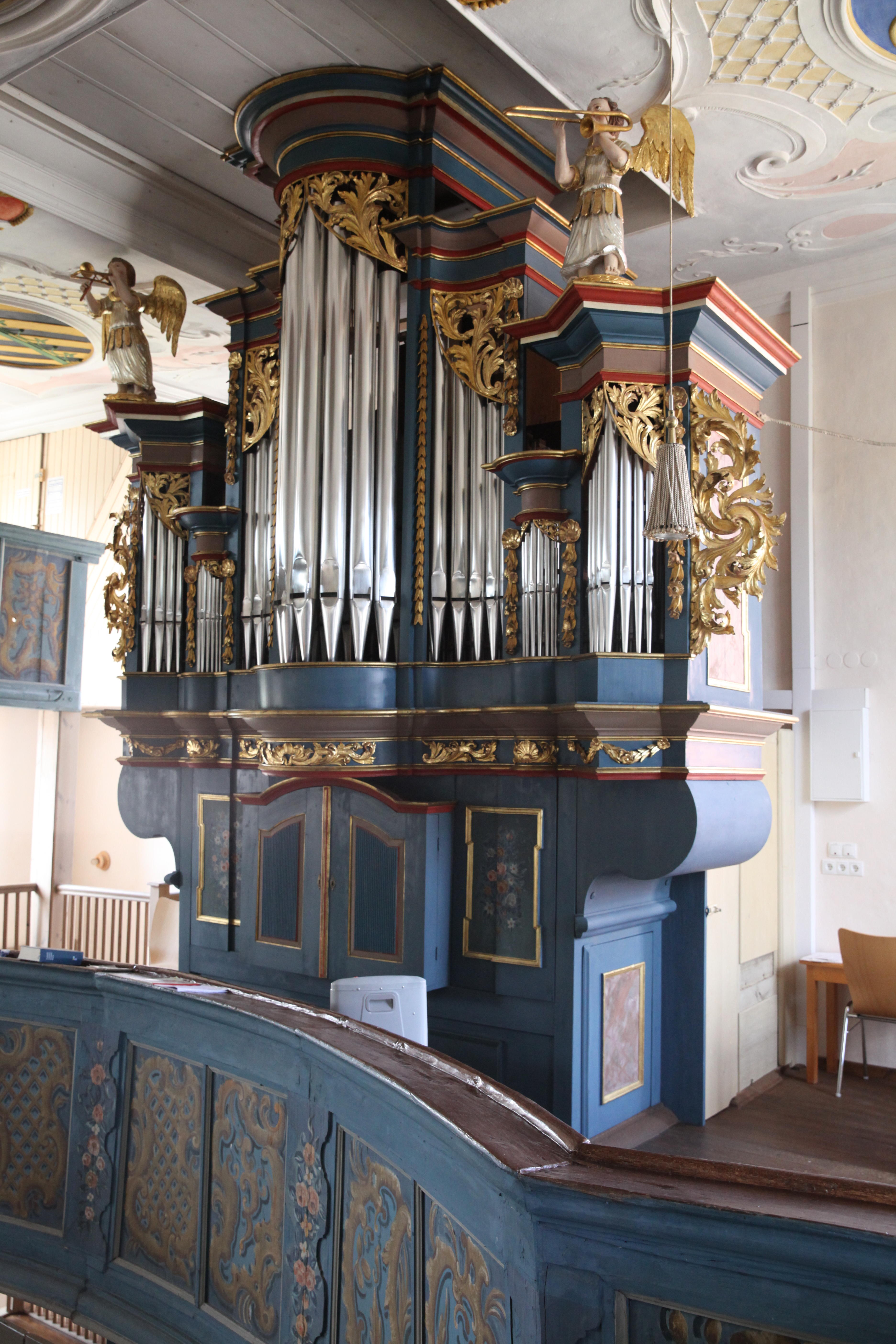
Orgel

Am Anfang des 18. Jahrhunderts stand in Watzendorf eine Orgel, die 1734 nach Grub am Forst verkauft wurde. Zwischen 1732 und 1734 errichtete der Seßlacher Orgelbauer Johann Conrad Schöpf eine neue Orgel auf der Westempore für 14 Reichstaler. 1809 baute der Neustadter Orgelbauer Johann Andreas Hofmann das Instrument um. Im Jahr 1917 mussten die historischen Prospektpfeifen abgeliefert werden. 1921 folgte eine Instandsetzung durch Karl Herig aus Rodach, der unter anderem neue Prospektpfeifen einbaute, und 1981 eine Überarbeitung durch die Orgelbaufirma Hey aus Urspringen in der Rhön.
Die Orgel ist die einzig erhaltene von Johann Conrad Schöpf. Die Familie Schöpf schuf in drei Generationen mindestens 27 Orgeln in Oberfranken. Zwischen 2011 und 2012 wurde das denkmalpflegerisch zu den herausragenden Barockorgeln in Oberfranken gehörende Instrument durch Orgelbau Linder umfangreich restauriert. Die nachträglichen Veränderungen wurden zurückgebaut und die volle Funktionsfähigkeit des Instruments aus den Jahren 1734 beziehungsweise 1809 wiederhergestellt.
Dazu erfolgte unter anderem die Rekonstruktion der ursprünglichen Blasebälge und der Einbau im Dachboden in das zum Teil erhaltene Balkenwerk. Außerdem wurden die Klaviaturen in der Bauweise von Johann Andreas Hofmann erneuert, die Mechanik, die Windladen, die historischen Pfeifen und viele erhaltene Einzelteile restauriert.
Die Orgel besitzt 14 Register, die sich auf zwei Manuale und Pedal verteilen. Seit 2012 hat das Instrument folgende Disposition:
| I Manual C–d3 |            |    |
| 1.            | Principal  | 8′ |
| 2.            | Gemshorn   | 8′ |
| 3.            | Octav      | 4′ |
| 4.            | Gedackt    | 4′ |
| 5.            | Quinte     | 3′ |
| 6.            | Superoctav | 2′ |
| 7.            | Mixtur III | 1′ |

| II Manual C–d3 |                |    |
| 8.             | Grobgedackt    | 8′ |
| 9.             | Viola di Gamba | 8′ |
| 10.            | Salicional     | 8′ |
| 11.            | Hohlflöten     | 4′ |

| Pedal C–c1 |            |     |
| 12.        | Violonbass | 16′ |
| 13.        | Subbass    | 16′ |
| 14.        | Octavbass  | 8′  |

- Koppeln: Manualkoppel als Schiebekoppel, Pedalkoppel zu I. Manual als Ventilkoppel
- Tremulant: Kanaltremulant auf beide Manualwerke wirkend
- Stimmtonhöhe: a1 = 466 Hz bei 15 °C (= Cornettton)
- Stimmung: 1⁄6-Komma

Der siebenteilige Orgelprospekt besteht aus seitlich stufenförmig abfallenden Pfeifentürmen. Der mittige Rundturm wird durch hohe, konkave Rechteckfelder flankiert, die durch niedrige Rundtürmchen mit den äußeren Spitztürmen verbunden sind. Zwei geschnitzte Engel, Posaune blasend, und Schleier sowie Blindflügel aus Akanthuslaubwerk verzieren das Fichtenholzgehäuse, das in den Farben Blau, Rot und Gold gehalten ist.

## Kirchengemeinde
Der Kirchsprengel umfasst die Eigensdörfer, das sind neben Watzendorf die beiden Nachbarorte Gossenberg und Neuses an den Eichen mit insgesamt 470 Gemeindemitgliedern. Bis 1811 gehörten Welsberg und bis 1839 Schafhof zur Kirchengemeinde. Zusammen mit der Kirchengemeinde Schottenstein bildete Watzendorf ab 1980 eine gemeinsame Pfarrei. Im Jahr 2022 wurde die Kooperation beendet und es folgte der Zusammenschluss zur Pfarrei Großheirath-Rossach-Watzendorf.